# Morningside Heights
Pour les articles homonymes, voir Morningside.
Morningside Heights est un quartier du nord de l'arrondissement de Manhattan à New York. Traversé par la partie nord de Broadway, Morningside est situé près des quartiers de l'Upper West Side, de Harlem et de Riverside Park.
Morningside Heights est parfois considéré comme étant un simple sous-ensemble de l’Upper West Side, qui couvre tout le côté ouest et nord-ouest de Central Park. Le quartier est surnommé Academic Acropolis, car il s'agit d'un des points les plus élevés de Manhattan (au niveau du sol), et il comporte plusieurs institutions académiques. Sa plus grande portion est effectivement occupée par le campus de l'Université Columbia, qui possède aussi d'autres immeubles à proximité. On y trouve également le Barnard College (réservé aux jeunes filles), le Séminaire de l'Union Théologique (Union Theological Seminary), le Séminaire théologique judaïque (Jewish Theological Seminary), l'École de musique de Manhattan et le Bank Street College of Education.
La principale destination touristique est la cathédrale Saint John the Divine, classée par le livre Guinness des records comme étant la plus grande cathédrale du monde (étant donné que ni la basilique Saint-Pierre de Rome ni la basilique Notre-Dame-de-la-Paix de Yamoussoukro ne sont des cathédrales). Ce colossal édifice religieux, de style néogothique, a principalement été construit entre 1892 et la Seconde Guerre mondiale. Il est inachevé, et des travaux ont repris, notamment dans les années 1990.
Le quartier fut le théâtre d'une importante bataille, dite des « Hauts de Harlem », le 16 septembre 1776, lors de la Guerre d'Indépendance.